# Pikku Mustisaari
Pikku Mustisaari är en ö i Finland. Den ligger i sjön Längelmävesi och i kommunen Kangasala i den ekonomiska regionen Tammerfors och landskapet Birkaland, i den södra delen av landet, 150 km norr om huvudstaden Helsingfors. Öns area är 1,5 hektar och dess största längd är 200 meter i öst-västlig riktning.